# Speciomerus ruficornis
Speciomerus ruficornis is een keversoort uit de familie bladkevers (Chrysomelidae). De wetenschappelijke naam van de soort werd in 1818 gepubliceerd door Ernst Friedrich Germar.